# Rufane Shaw Donkin
Rufane Shaw Donkin (Exeter, 9 ottobre 1772 – Southampton, 1º maggio 1841) è stato un politico, militare e nobile britannico.

## Biografia
Rufane Donkin era il figlio primogenito del generale Robert Donkin, che aveva servito sotto i generali Wolfe e Gage. Il giovane Rufane venne battezzato nella chiesa di St. David ad Exeter il 9 ottobre 1772 col nome di Rusaw Shaw Donkin.

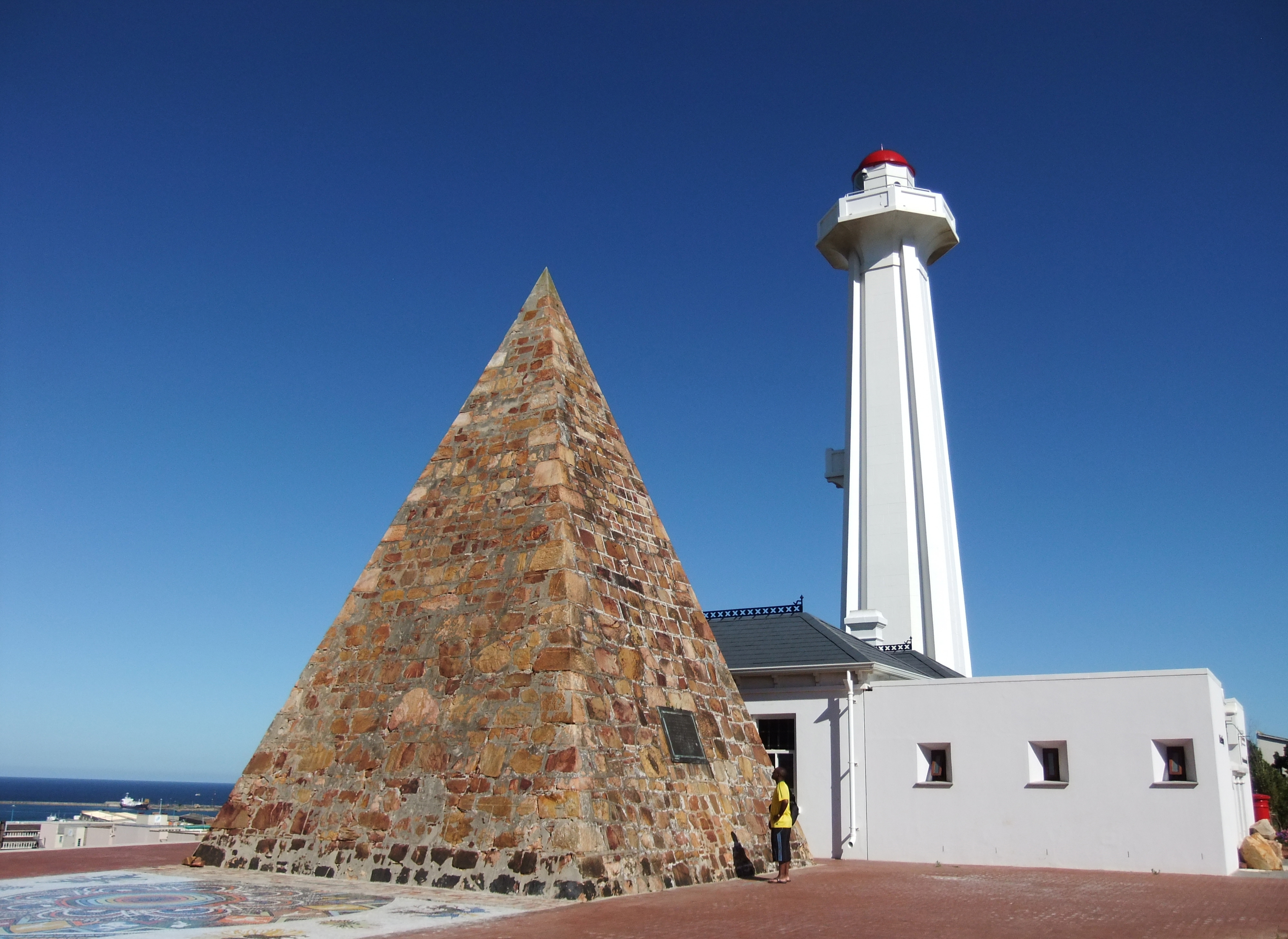
il Donkin Memorial, Donkin Reserve, Port Elizabeth.

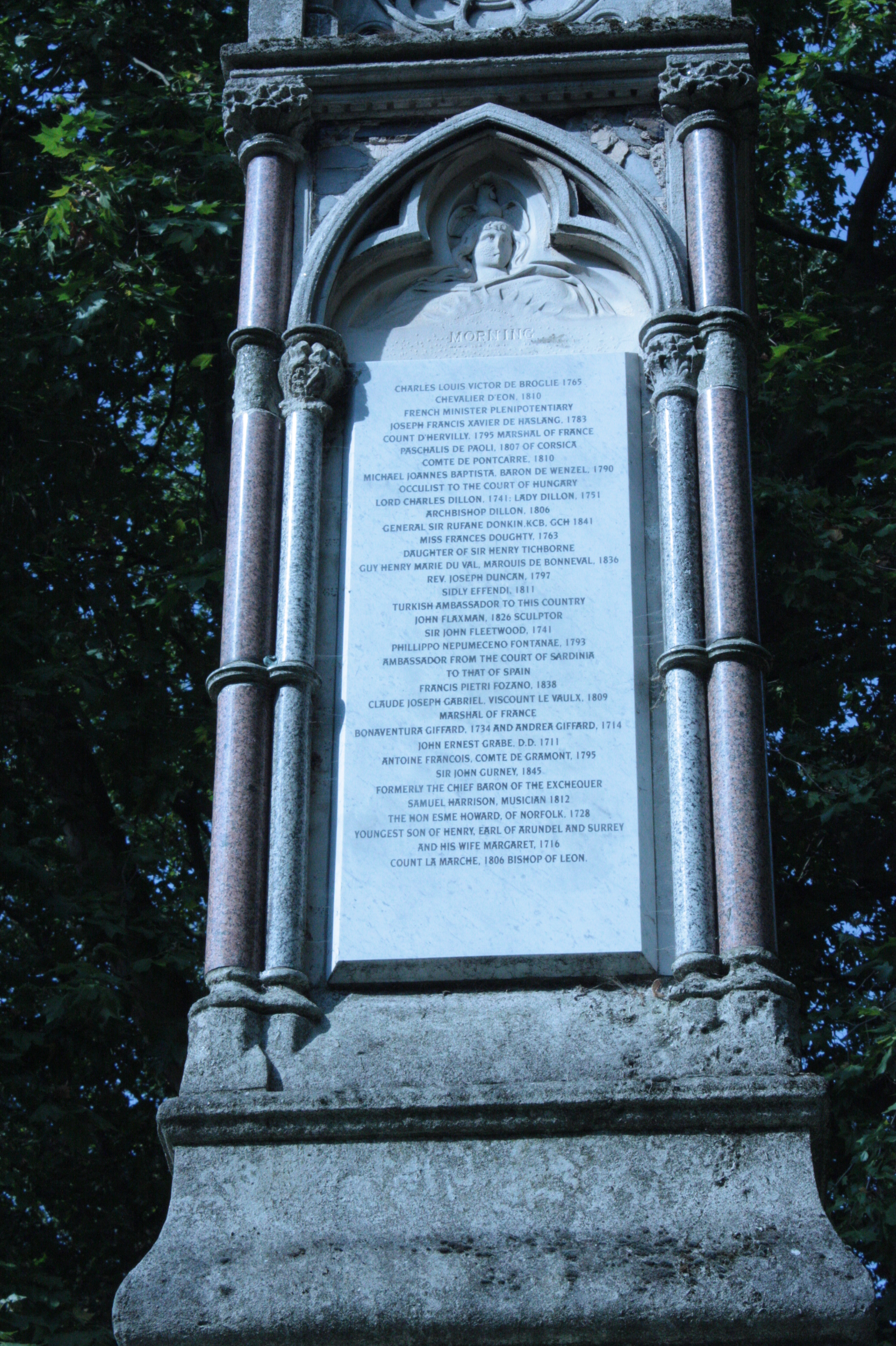
il nome di Donkin è inscritto sulla facciata sud del Burdett Coutts memorial

Intrapresa anch'egli la carriera militare, nel 1793 divenne capitano e prestò servizio nelle Indie occidentali per tutto l'anno seguente, ottenendo la promozione a maggiore nel 1796. All'età di appena 25 anni divenne tenente colonnello e nel 1798 guidò un battaglione di fanteria leggera distinguendosi nella spedizione di Ostend. Prestò servizio con Cathcart in Danimarca nel 1807 e due anni dopo ottenne il comando di una brigata di tre reggimenti nell'armata del Portogallo, guidandoli alla vittoria nella seconda battaglia di Oporto (maggio 1809).
Il giorno precedente la battaglia di Talavera (luglio 1809), le forze francesi colsero di sorpresa la brigata di Donkin prima che potesse organizzarsi e gli inglesi persero nello scontro 400 uomini. Donkin dovette ritirarsi e riorganizzarsi per riprendere il controllo dei suoi.
Donkin fu trasferito quindi nel teatro di guerra del Mediterraneo,  col ruolo di quartiermastro generale, e vi rimase dal 1810 al 1813, prendendo parte alle spedizioni in Catalogna sotto il tenente generale Frederick Maitland (1812) e lord William Bentinck (1813). Nel luglio del 1815, l'allora maggiore generale Donkin ricevette un incarico in India, distinguendosi come comandante di divisione sotto il marchese di Hastings contro l'impero maratha (1817–1818) e ricevendo le insegne dell'ordine del Bagno per il suo servizio lodevole. La morte della giovane moglie Elizabeth Frances Markham lo colpì seriamente e per questo chiese di essere trasferito in Sudafrica, alla Colonia del Capo. Dal 1820 al 1821 amministrò la Colonia del Capo con successo come governatore de facto dell'area, dando il nome di Port Elizabeth al nascente porto marittimo della baia di Algoa in memoria della moglie ed erigendovi un memoriale sulla spiaggia. Nel 1821 venne promosso tenente generale e cavaliere di gran croce dell'ordine reale guelfo.
Donkin trascorse il resto della sua vita interessandosi di letteratura e di politica. Fu uno dei membri della Royal Geographical Society, della Royal Society e di altre organizzazioni culturali. Le sue teorie sul corso del fiume Niger, pubblicate sotto il titolo di Dissertation on the Course and Probable Termination of the Niger (Londra, 1829), lo coinvolsero in una serie di controversie. Dal 1832 al 1837 sedette nella Camera dei Comuni del parlamento del Regno Unito per la costituente di Berwick-upon-Tweed, e nel 1835 divenne Surveyor-General of the Ordnance. Eletto deputato per Sandwich nel 1839, mantenne tale posizione sino a quando non si suicidò a Southampton il 1 maggio 1841.